# Фраткінська синагога
Фраткінська синагога — колишня єврейська синагога в місті Прилуки. Знаходиться на вулиці земській, названа на ім'я купця, який фінансував будівництво. Після націоналізації будівлі радянською владою використовується як Дитяча музична школа імені Л. М. Ревуцького.
Адреса: вул. Земська, 11.